# Fryderyk IV Sprawiedliwy
Fryderyk IV Sprawiedliwy, niem. Friedrich IV. Der Aufrichtige, fr. Frédéric IV le juste (ur. 5 marca 1574 w Ambergu, zm. 19 września 1610 w Heidelbergu) – hrabia-palatyn reński i elektor Rzeszy w 1583–1610, z reńskiej linii dynastii Wittelsbachów.
Był synem Ludwika VI (1539–1583), palatyna reńskiego, i jego żony Elżbiety Heskiej (1539–1582), jedynym który dożył wieku dorosłego. Spośród licznego rodzeństwa dzieciństwo przeżyły tylko dwie siostry Anna Maria (1561–1589) i Krystyna (1573–1619).
Wraz ze śmiercią ojca, 22 października 1583, objął panowanie. Opiekę nad 9-letnim Fryderykiem przejął stryj Jan Kazimierz (1589–1652). Jako zagorzały kalwinista, wychował swojego podopiecznego w tym wyznaniu. Staranne wykształcenie humanistyczne zapewnił chłopcu matematyk, astronom i teolog Bartłomiej Pitiscus (1561–1613), który został później nadwornym kaznodzieją. W 1592 Fryderyk osiągnął pełnoletność i przejął pełnię władzy nad Palatynatem Reńskim. Kontynuował politykę stryja, szukając sprzymierzeńców dla obrony kalwinizmu. W 1608 doprowadził do zawiązania sojuszu zw. „Unią Protestancką”, stając na jego czele.

## Rodzina
23 czerwca 1593 poślubił Ludwikę Juliannę Orańską (1576–1644), córkę Wilhelma I Milczącego (1533–1584), namiestnika Niderlandów, i jego trzeciej żony Karoliny Burbon (1546–1582). Ze związku pochodzi ośmioro dzieci:
- Ludwika Julianna (1594–1640) ⚭ Jan II Młodszy (1584–1635), książę Dwóch Mostów
- Katarzyna Zofia (1595–1626), księżniczka elektorska
- Fryderyk V Zimowy Król[2] (1596–1632), hrabia-palatyn reński, elektor Rzeszy i król Czech ⚭ Elżbieta Stuart (1596–1662), księżniczka królewska
- Elżbieta Karolina (1597–1660), księżniczka elektorska ⚭ Jerzy Wilhelm (1595–1640), margrabia Brandenburgii, elektor Rzeszy i książę w Prusach
- Anna Eleonora (1599–1600), księżniczka elektorska
- Ludwik Wilhelm (1600), książę elektorski
- Maurycy Krystian (1601–1605), książę elektorski
- Ludwik Filip (1602–1655), książę elektorski, hrabia z palatynów reńskich na Simmern i Kaiserslautern ⚭ Maria Eleonora Hohenzollernówna (1607–1675), księżniczka elektorska, córka Joachima Fryderyka (1546–1608), margrabiego Brandenburgii i elektora Rzeszy

## Przodkowie
| Prapradziadkowie                                     | elektor reński Jan I (1459–1509) ∞1481 Joanna z Nassau (1464–1521)               | margrabia Badenii Krzysztof (1453–1527) ∞1468 Otylia z Katzenelnbogen (1451–1517) | ks. Ansbach Fryderyk II Starszy (1460–1536) ∞1479 Zofia Jagiellonka (1464–1512)              | ks. Bawarii Albrecht IV Mądry (1447–1508) ∞1487 Kunegunda Rakuszanka (1478–1534)             | landgraf Dolnej Hesji Ludwik II Szczery (1438–1471) ∞1454 Matylda wirtemberska (1438–1495) | ks. Meklemburgii Magnus II (1441−1503) ∞1478 Zofia Erykówna (1462–1504)          | margrabia Miśni Albrecht Odważny (1443–1500) ∞1464 Zdeňka Sidonia Podiebradówna (1482–1561) | kr. Polski, w. ks. Litwy Kazimierz IV Jagiellończyk (1427–1492) ∞1454 Elżbieta Rakuszanka (1436–1505) |
| Pradziadkowie                                        | elektor reński Jan II (1492–1557) ∞1508 Beatrycze badeńska (1492–1535)           | elektor reński Jan II (1492–1557) ∞1508 Beatrycze badeńska (1492–1535)            | Kazimierz Hohenzollern, margrabia Bayeruth (1481–1515) ∞1518 Zuzanna Wittelsbach (1502–1543) | Kazimierz Hohenzollern, margrabia Bayeruth (1481–1515) ∞1518 Zuzanna Wittelsbach (1502–1543) | landgraf Hesji Wilhelm II Średni (1469–1509) ∞1500 Anna meklemburska (1485–1525)           | landgraf Hesji Wilhelm II Średni (1469–1509) ∞1500 Anna meklemburska (1485–1525) | margrabia Miśni Jerzy Brodaty (1471–1539) ∞1496 Barbara Jagiellonka (1478–1534)             | margrabia Miśni Jerzy Brodaty (1471–1539) ∞1496 Barbara Jagiellonka (1478–1534)                       |
| Dziadkowie                                           | elektor reński Fryderyk III (1515–1576) ∞1537 Maria Hohenzollernówna (1519–1567) | elektor reński Fryderyk III (1515–1576) ∞1537 Maria Hohenzollernówna (1519–1567)  | elektor reński Fryderyk III (1515–1576) ∞1537 Maria Hohenzollernówna (1519–1567)             | elektor reński Fryderyk III (1515–1576) ∞1537 Maria Hohenzollernówna (1519–1567)             | landgraf Hesji Filip Wielkoduszny (1504–1567) ∞1748 Krystyna saska (1505–1549)             | landgraf Hesji Filip Wielkoduszny (1504–1567) ∞1748 Krystyna saska (1505–1549)   | landgraf Hesji Filip Wielkoduszny (1504–1567) ∞1748 Krystyna saska (1505–1549)              | landgraf Hesji Filip Wielkoduszny (1504–1567) ∞1748 Krystyna saska (1505–1549)                        |
| Rodzice                                              | elektor reński Ludwik VI (1539–1583) ∞1560 Elżbieta heska (1539–1582)            | elektor reński Ludwik VI (1539–1583) ∞1560 Elżbieta heska (1539–1582)             | elektor reński Ludwik VI (1539–1583) ∞1560 Elżbieta heska (1539–1582)                        | elektor reński Ludwik VI (1539–1583) ∞1560 Elżbieta heska (1539–1582)                        | elektor reński Ludwik VI (1539–1583) ∞1560 Elżbieta heska (1539–1582)                      | elektor reński Ludwik VI (1539–1583) ∞1560 Elżbieta heska (1539–1582)            | elektor reński Ludwik VI (1539–1583) ∞1560 Elżbieta heska (1539–1582)                       | elektor reński Ludwik VI (1539–1583) ∞1560 Elżbieta heska (1539–1582)                                 |
| Fryderyk IV Sprawiedliwy (1574–1610), elektor reński |                                                                                  |                                                                                   |                                                                                              |                                                                                              |                                                                                            |                                                                                  |                                                                                             | |